# أديب البلوشي
أديب سليمان البلوشي (4 يناير 2004 -)، مخترع إماراتي، أطلقت عليه الولايات المتحدة الأمريكية لقب النابغة العالمي، ووثقت اسمه ضمن 8 أطفال نوابغ في العالم في الإختراعات الطبية التي ستغير مستقبل الطب.
اخترع وهو في السادسة من عمره جهازاً لوالده المصاب بالشلل يمكنه من السباحة، واخترع روبوتاً صغيراً لمساعدة والدته في الأعمال المنزلية. وفي مراحل لاحقة، نجح في تطوير خمسة اختراعات أخرى منها «حزام أمان» يراقب معدل ضربات قلب الراكب، ويرسل إنذاراً فورياً إلى الجهة المختصة في حال وصلت ضربات القلب لمعدلات خطرة.
أطلقت عليه الإمارات العربية المتحدة لقب العالم الإماراتي الصغير كما أطلقت عليه جمهورية كوريا الجنوبية لقب العبقري العربي.
أدت إبداعاته إلى اختياره رئيسًا للجنة مجلس الشباب العربي للتنمية المتكاملة للمخترعين والمبتكرين الشباب. كما أنه عضو في الجمعية العربية للروبوتات ويعتبر من أصغر المخترعين في العالم.
كرمه الشيخ محمد بن راشد آل مكتوم وحصل على جائزة أوائل الإمارات في عامهاالأول 2014 كأول طفل إماراتي يدخل ضمن قائمة أكثر 8 أطفال نوابغ في العالم
ومن المناصب والمسؤوليات التي تولاها :
- سفير دولي للتعليم والسلام
- سفير جائزة الشيخة فاطمة بنت مبارك للشباب العربي الدولية
- سفير الإمارات للهوية
- سفير موسوعة دبي أيقونة العالم
- سفير الإنتربول الدولي
- سفير العلوم

وفي عام 2020 صدر كتاب يسرد فيه محطاته ومشواره مع الاختراعات والابتكارات حمل عنوان (العالم الإماراتي الصغير.. أديب سليمان البلوشي)

## وصلات خارجية
فيديو تعريفي بأديب البلوشي